# Russiaville
Russiaville is een plaats (town) in de Amerikaanse staat Indiana en valt bestuurlijk gezien onder Howard County.

## Demografie
Bij de volkstelling in 2000 werd het aantal inwoners vastgesteld op 1092.
In 2006 is het aantal inwoners door het United States Census Bureau geschat op 1179, een stijging van 87 (8,0%).

## Geografie
Volgens het United States Census Bureau beslaat de plaats een oppervlakte van
2,1 km², geheel bestaande uit land. Russiaville ligt op ongeveer 250 m boven zeeniveau.

## Plaatsen in de nabije omgeving
De onderstaande figuur toont nabijgelegen plaatsen in een straal van 16 km rond Russiaville.